# U-Bahn-Station Bahnhof Meidling
Bahnhof Meidling is een metrostation in het district Meidling van de Oostenrijkse hoofdstad Wenen. Het station werd geopend op 7 oktober 1989 onder de naam Philadelphiabrücke en wordt bediend door lijn U6.
Het station was tot 15 april 1995, toen de lijn werd doorgetrokken naar Siebenhirten, het zuidelijke eindpunt van de U6. Het metroperron ligt onder het Franz Nekula Park tussen het westeinde van het spoorwegstation en de Philadelphiabrücke. Het metrostation en spoorwegstation zijn via een ondergrondse verbindingsgang onderling verbonden.
Het station heette tot en met 4 oktober 2013 Philadelphiabrücke en werd toen omgedoopt in Bahnhof Meidling.